# Leipziger Wingolf
Der Leipziger Wingolf ist eine christliche, farbentragende und nichtschlagende Studentenverbindung in der Universitätsstadt Leipzig. Er ist die älteste nichtschlagende Verbindung in Sachsen und Mitglied im Wingolfsbund, dem ältesten Korporationsverband in Deutschland.

## Wahlspruch und Prinzipien
Der Wahlspruch des Leipziger Wingolfs lautet:
(altgriech.: Durch einen – Jesus Christus – alles!), entlehnt der Bibelstelle Phil 4,13 
Als seine drei Prinzipien sieht der Leipziger Wingolf das Christentum, das Farbenstudententum und die Ablehnung von Duell und Mensur.

## Couleur
Der Leipziger Wingolf trägt die Farben schwarz-weiß-gold mit silberner Percussion. Er führt kein Fuxenband. Das Konkneipantenband ist schwarz-weiß auf goldenem Grund.
Die Mütze des Leipziger Wingolfs ist eine schwarze Tuchmütze in Tellerform mit weißer Paspel. Sowohl Mütze als auch Tönnchen haben im Steg die Farben in umgekehrter Reihenfolge (gold-weiß-schwarz von oben gelesen). Bis 1935 wurden vereinzelt auch Stürmer getragen.
Im Bier- und Weinzipfel werden neben den Farben des Leipziger Wingolfs auch die Farben der Wittenbergia Leipzig (grün-gold-grün) geführt.

## Geschichte

### Die Gründungszeit bis zur Etablierung (1854–1865)

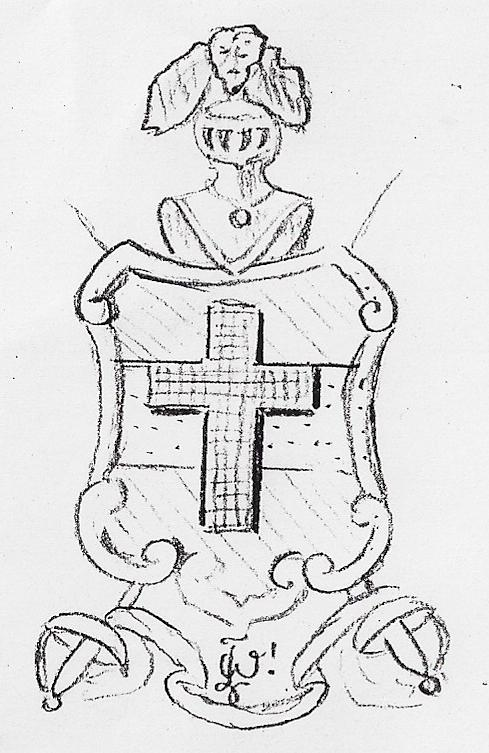
Zeichnung des Wappens der Wittenbergia (1856)

Nachdem sich im Wintersemester 1854/55 vier in Leipzig studierende Erlanger Wingolfiten trafen und einen Kommers des Hallenser Wingolfs besuchten, entstand die Motivation zur Gründung einer Wingolfsverbindung in Leipzig. Dies wurde am 9. Juli 1855 realisiert und mit einer Andacht zu 1 Thess 5,14-18  vollzogen. Die hierzu notwendige Anerkennung beim Universitätsgericht der Alma Mater Lipsensis wurde hingegen versagt, da vermutete burschenschaftliche Tendenzen und die neuartige Verwerfung von Duell und Mensur den Frieden innerhalb der Studentenschaft empfindlich stören könnten. Da sich das Universitätsgericht auch von Einsprüchen und Widerlegungen nicht umstimmen ließ, entschied man sich zur Gründung einer Verbindung „Wittenbergia Leipzig“ in den Farben grün-gold-grün, welche ein vereinfachtes Prinzip und pro forma keinen Bezug zu anderen Wingolfsverbindungen aufwies. Nach erfolgreicher Bestätigung des Universitätsgerichts wurde diese am 21. Januar 1856 offiziell gegründet. Unter der Hand bestanden die Verhältnisse zum Gesamtwingolf jedoch weiter, die Wittenbergia trat noch im gleichen Jahr ins Freundschaftsverhältnis ein. Dieses Verhältnis wurde dem Universitätsrektor von ehemaligen Mitgliedern der Wittenbergia mitgeteilt. Daraufhin wurden einige Mitglieder inhaftiert, das Archiv wurde beschlagnahmt. Obwohl die Wittenbergia vom Vorwurf staatsfeindlicher Tendenzen freigesprochen wurde, war die Verbindung ihrer Lebenskraft beraubt. Die folgenden Semester gestalteten sich derartig schwierig, dass die Wittenbergia 1858 vorläufig und im darauf folgenden Jahr endgültig sich vertagte.
Die Farben der Wittenbergia änderte man 1857 in grün-weiß-gold. Diese Farbgebung findet sich bis heute im Herzschild des Wappens wieder.

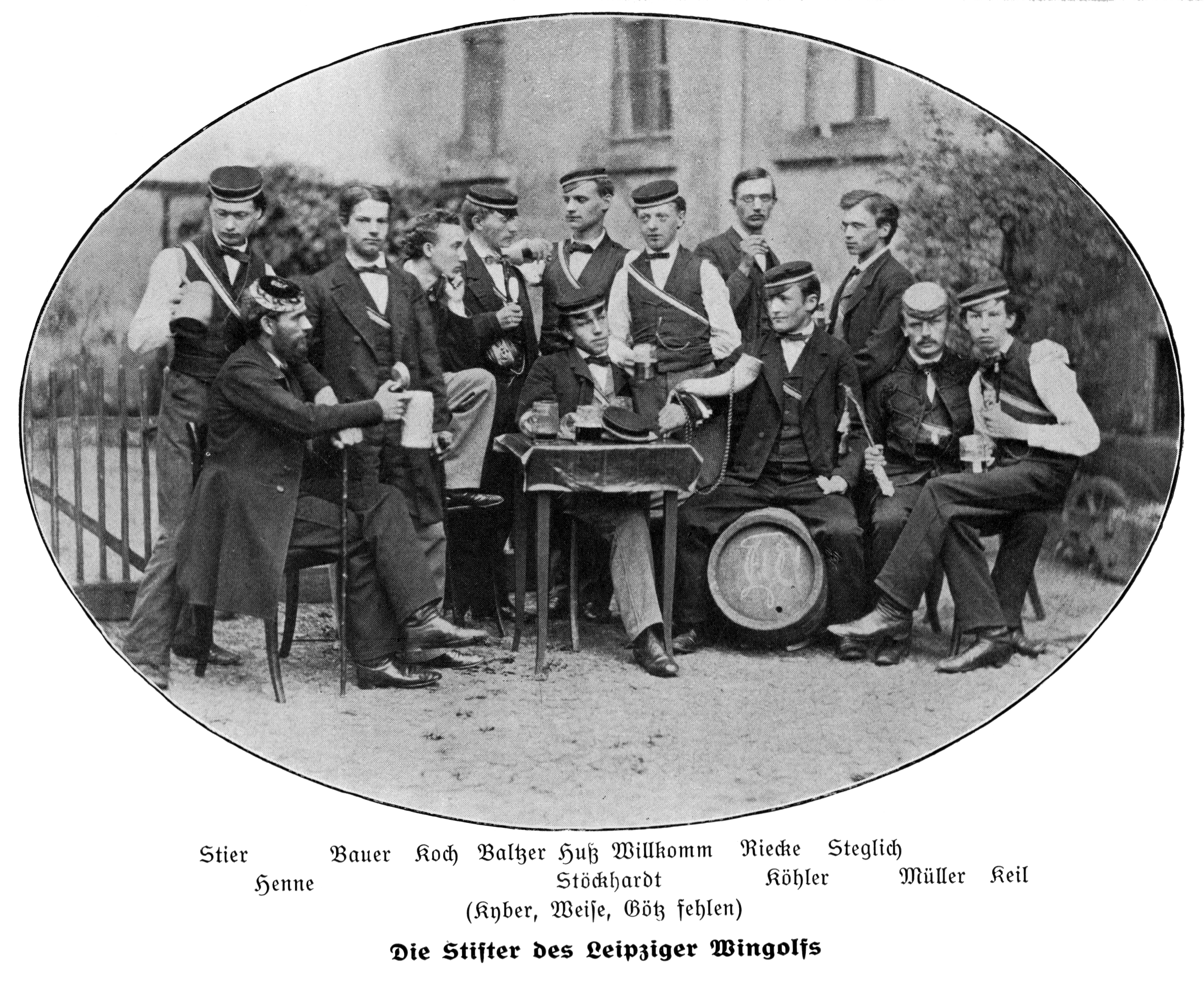
Stifter des Leipziger Wingolfs von 1865

Als sich 1861 mit der Burschenschaft Alemannia eine christliche Studentenverbindung in Leipzig etablieren konnte, sah man den Boden geebnet, einen neuen Gründungsversuch zu wagen. Dieser gelang nach einigen vorbereitenden Maßnahmen am 29. Juni 1865 mit einer Andacht zu Ps 103 . Dieses Datum galt bis zur 1931 erfolgten Rückdatierung (auf den 9. Juli 1855 s. o.) als Stiftungsdatum des Leipziger Wingolfs. In der Folgezeit etablierte sich die junge Verbindung sowohl im Leipziger interkorporativen Umfeld als auch im Wingolfsbund. Hierbei ist vor allem der intensive Austausch mit dem Hallenser Wingolf zu erwähnen.

### Kaiserreich bis zum Ende des Ersten Weltkrieges (1871–1918)

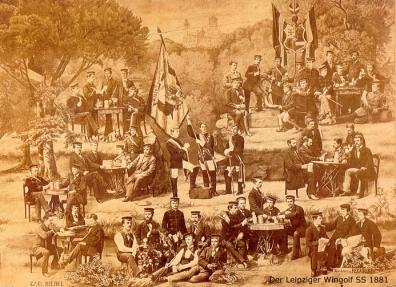
Leipziger Wingolf 1881

Bei den theologischen und politischen Streitfällen innerhalb des Wingolfsbundes, welche die Zeit des Kaiserreichs prägten, fiel dem Leipziger Wingolf eine bedeutende Rolle zu. Die dogmatisch-strenge und konsequente Haltung führten zu regelmäßigen Zerwürfnissen, vor allem mit den eher liberalen Einstellungen der Bruderverbindungen des Hallenser und des Marburger Wingolfs. Unter zwei Vorortschaften des Leipziger Wingolfs wurde die Auflösung des Wingolfsbundes vollzogen (1877 und 1885). Kurz vor der zweiten Auflösung kam es 1884 jedoch innerhalb des Leipziger Wingolfs zu einer Abspaltung der sogenannten Verbindung „Vitebergia Leipzig“, die am Erhalt des Dachverbandes interessiert war. Die Spaltung wurde jedoch bereits ein Semester später aufgehoben.
Der Austausch mit anderen Leipziger Verbindungen war rege, vor allem mit der christlichen Verbindung Nordalbingia Leipzig.

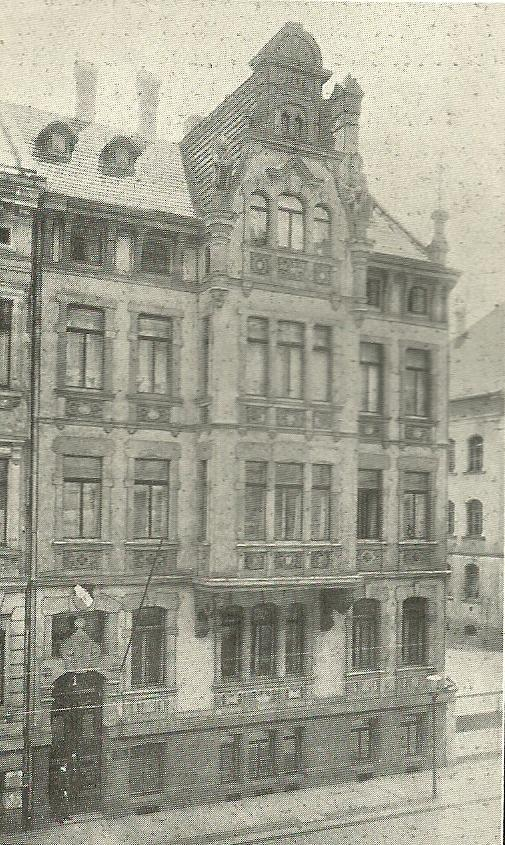
Leipziger Wingolfshaus 1912

In diese Zeit fällt auch die Gründung der Philisterverbände: 1891 der Philistervereinigung des Leipziger Wingolfs, 1902 des westsächsischen und 1913 des ostsächsischen Philisterverbandes. Ersterer war vor allem für die Frage eines dauerhaften Quartiers der Verbindung notwendig geworden. Durch einige Spendenmaßnahmen konnte man sich ab 1902 ins „Rosentalcasino“ einmieten. Zwischen 1906 und 1912 residierte der Leipziger Wingolf in einer erworbenen Etage im „Zum Kaffeebaum“. Die unbefriedigenden Erfahrungen führten zum Wunsch nach einem eigenen Haus. Die zahlungskräftige Unterstützung ermöglichte 1912 den Hauserwerb in der Pestalozzistraße 1 (heute Telemannstraße) im Leipziger Musikviertel.
Der Erste Weltkrieg brachte starke Einschränkungen, sodass sich die Verbindung zwischen 1917 und 1919 vertagen musste. 41 Leipziger Wingolfiten fielen während des Krieges.

### Weimarer Republik und Drittes Reich (1919–1945)
Am 21. Mai 1919 wurde der Leipziger Wingolf wiedergegründet. Die Weimarer Zeit brachte der Verbindung einen starken Zulauf. Ab 1923 wurde das Format der Mütze zu einer Hinterhauptcouleur geändert.

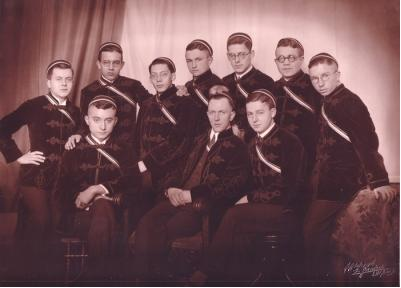
Confuxia in den 1920er Jahren

Die Zeit des NS-Regimes war von zahlreichen Repressalien geprägt. Durch das 1933 eingeführte Führerprinzip wurde die Verbindung ihrem basisdemokratischen Element, durch den sog. Arierparagraphen ihrer jüdisch-stämmigen Mitglieder beraubt. Die Umfunktionierung des Wingolfshauses 1934 als Wohnkameradschaft brachte eine große Kluft zwischen jüngeren und älteren Mitgliedern. Die stetigen Forderungen der Diktatur ermöglichten keinen geregelten Aktivenbetrieb mehr, sodass sich die Verbindung am 31. Oktober 1935 auflöste.
Der Zweite Weltkrieg kostete 22 Leipziger Wingolfiten das Leben.

### Die Zeit nach dem Zweiten Weltkrieg (1949–2000)

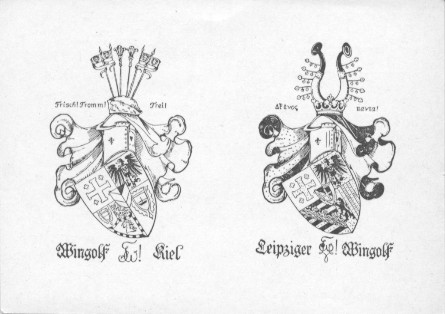
Couleurkarte des Kieler und des Leipziger Wingolfs

Die sozialistische Diktatur stellte sich als erklärter Gegner des als reaktionär und elitär empfundenen Verbindungswesens dar. Ein aktives Verbindungsleben war verboten: Treffen wurden untersagt, Couleurgegenstände beschlagnahmt. Obwohl sich zwischen 1948 und 1953 ein Philisterkreis traf, musste die Gründung des „Verein[s] der Leipziger Philister“ am 27. Mai 1953 daher in der Bundesrepublik erfolgen. Die Bewahrung der Tradition durch eine Patenschaft übernahm im gleichen Jahr der Kieler Wingolf, welcher von Leipziger Philistern finanziell unterstützt wurde.
Das Wingolfshaus wurde enteignet und um 1968, obwohl höchstwahrscheinlich vom Krieg verschont, abgerissen.
Zwischen 1972 und 1991 fanden regelmäßige Treffen der Leipziger Philister in Mainz statt.
Das Band des Leipziger Wingolfs wurde zwischen 1961 und 2000 an dem Leipziger Wingolf nahestehende Personen verliehen.

### Wiedergründung und Gegenwart (ab 2001)

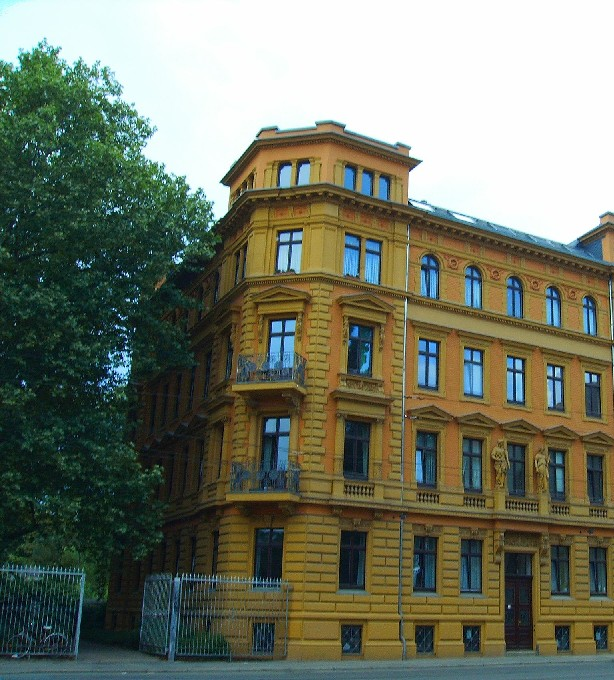
Derzeitige Konstante

Auf Eigeninitiative von sieben Leipziger Studenten wurde am 1. Februar 2001 der Leipziger Wingolf wiedergegründet. 2003 wurde dieser Vollmitglied im Wingolfsbund.
2001 mietete sich die Verbindung in einer Wohnung in der Breitkopfstraße 20 ein, ab 2004 bewohnte man den Olympia- und den Universitätsflügel der Gohliser Straße 11. Seit 2011 ist eine Hochparterrewohnung in der Friedrich-Ebert-Straße 71 die Konstante des Leipziger Wingolfs. Ein Förderverein betreibt ebenda ein Studentenwohnheim. Von 2013 bis 2014 fand eine umfangreiche Comment- und Satzungsrevision statt.

## Besonderheiten

### Beziehungen
Der Leipziger Wingolf ist Mitglied des sogenannten Ostkreuzes, einer regelmäßigen Zusammenkunft der Wingolfsverbindungen in den neuen Bundesländern.
Seit 2011 unterhält er freundschaftliche Beziehungen zur KDStV Germania, Mitglied im CV und der Rudelsburger Allianz.

### Erwähnung
In dem Gedicht „Simplicissimus-Träume“ (1910) von Joachim Ringelnatz wird der Leipziger Wingolf als Gast in der überfüllten Studentenkneipe „Simplicissimus“ in München erwähnt:
„(…) Und der Lärm ward toller und immer toller
Und der Simpel voller und immer voller,
Und draußen standen noch zwanzig Soldaten,
Die schwer betrunken sich Einlass erbaten.
Aber: ‚Es ist noch viel Platz, nur immer herein!‘
Ein Turn- und ein Männergesangverein,
Eine lustige Damenkapelle aus Wien,
der Leipziger Wingolf, ein Chor aus Berlin,
Schon wurden sie schichtweis‘ untergebracht,
Da kam noch ein Bote zur späten Nacht.
Die Rosa Luxemburg, die ließ sagen,
Ein Jungfrauenbund wolle gern hier tagen (…)“

## Bekannte Mitglieder (Auswahl)

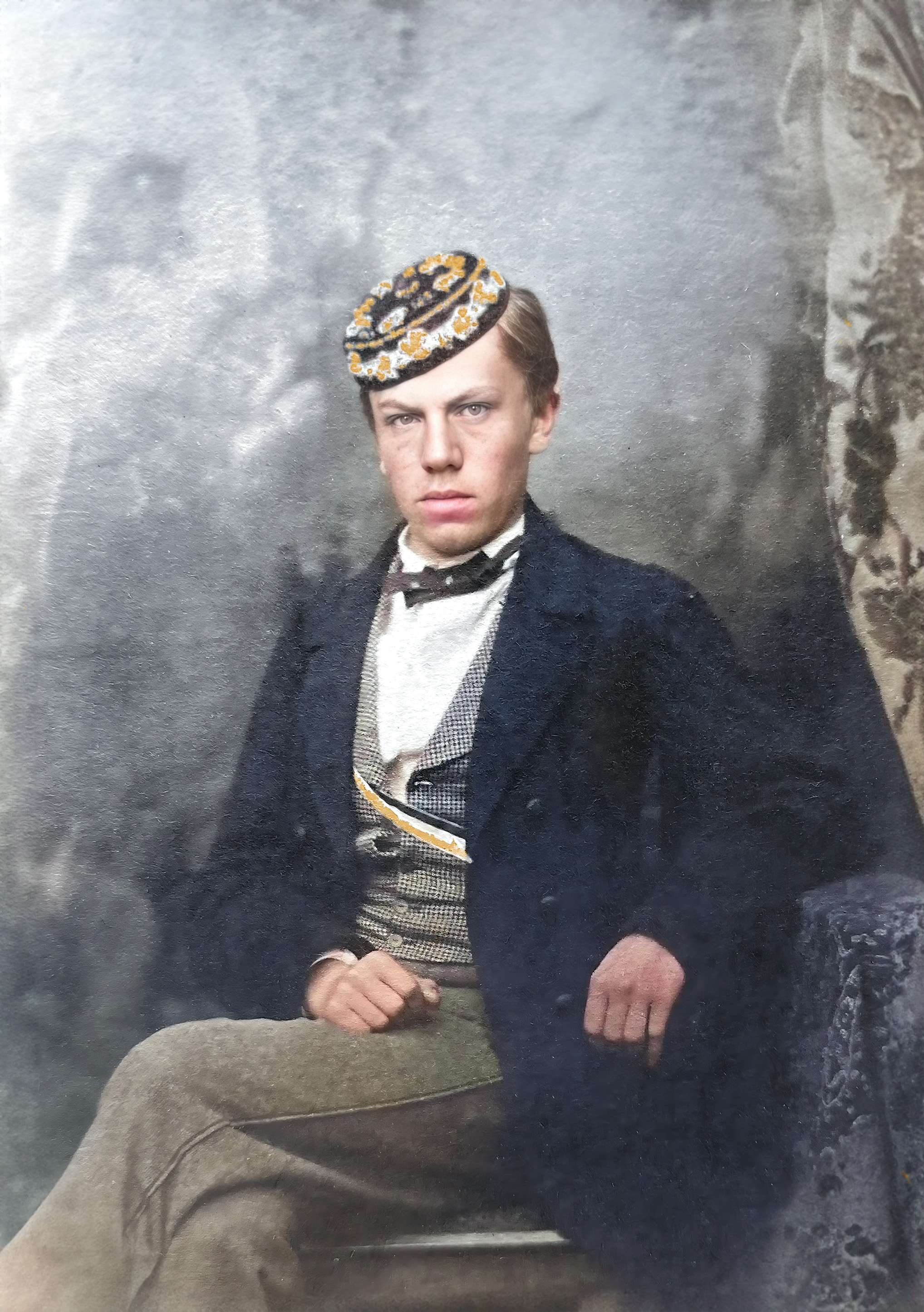
Georg Stöckhardt
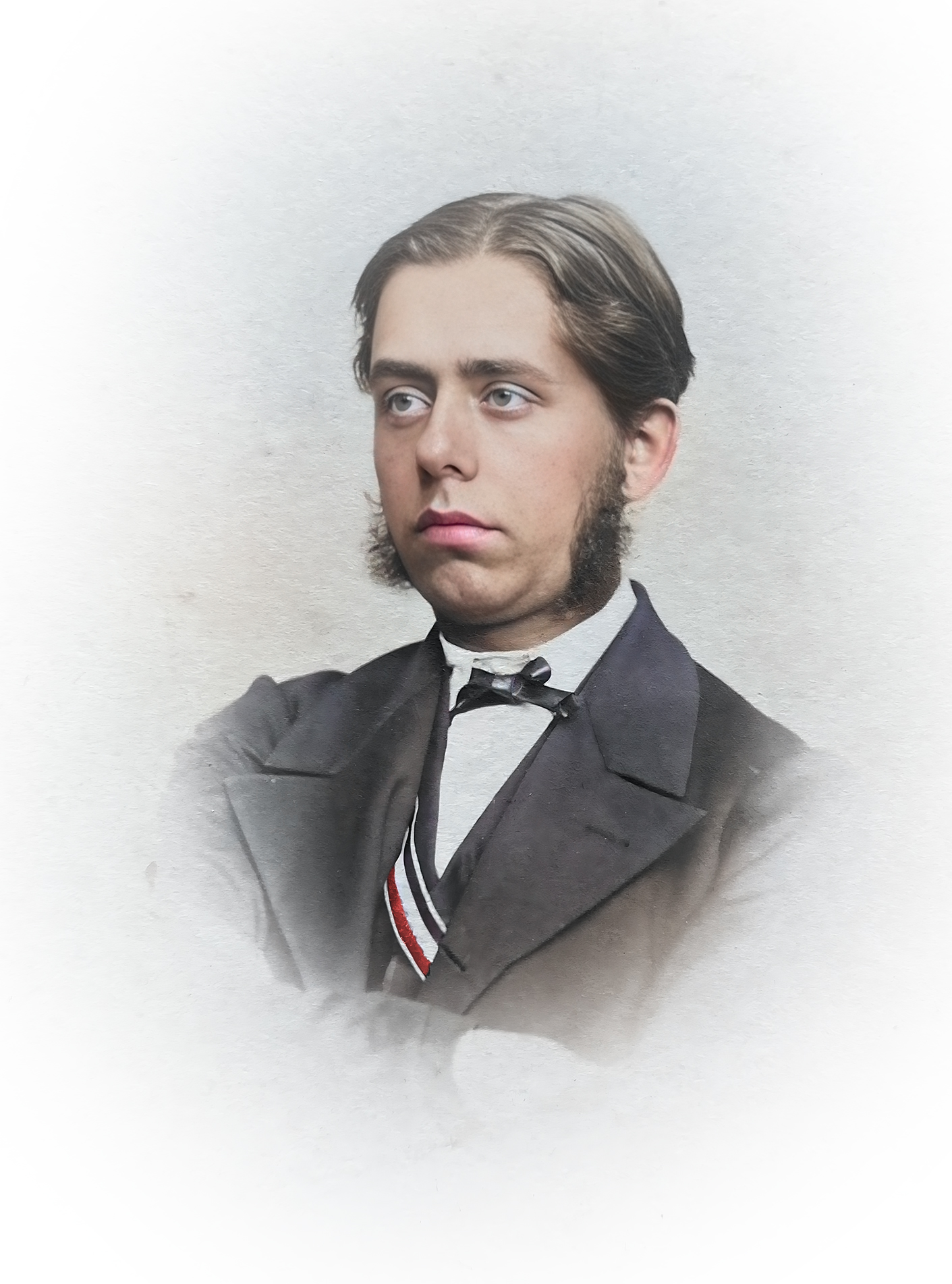
Gustav Matthis
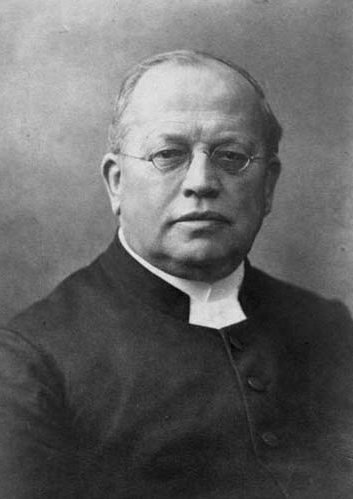
Wilhelm Eichhorn
Ludwig Ihmels (Ehrenmitglied)
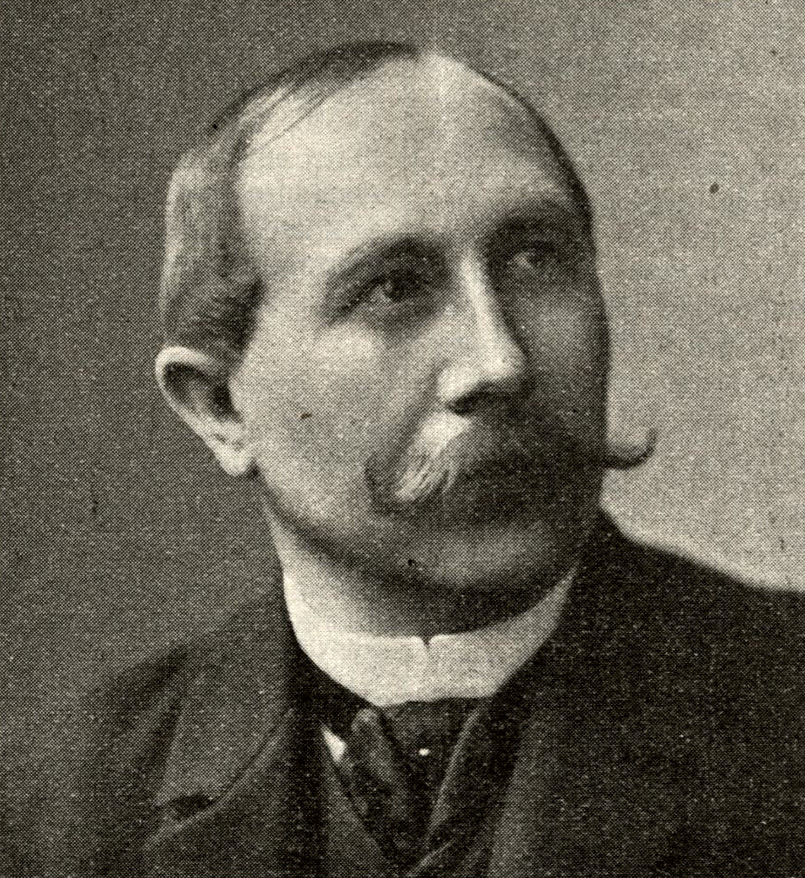
Hermann Volrath Hilprecht
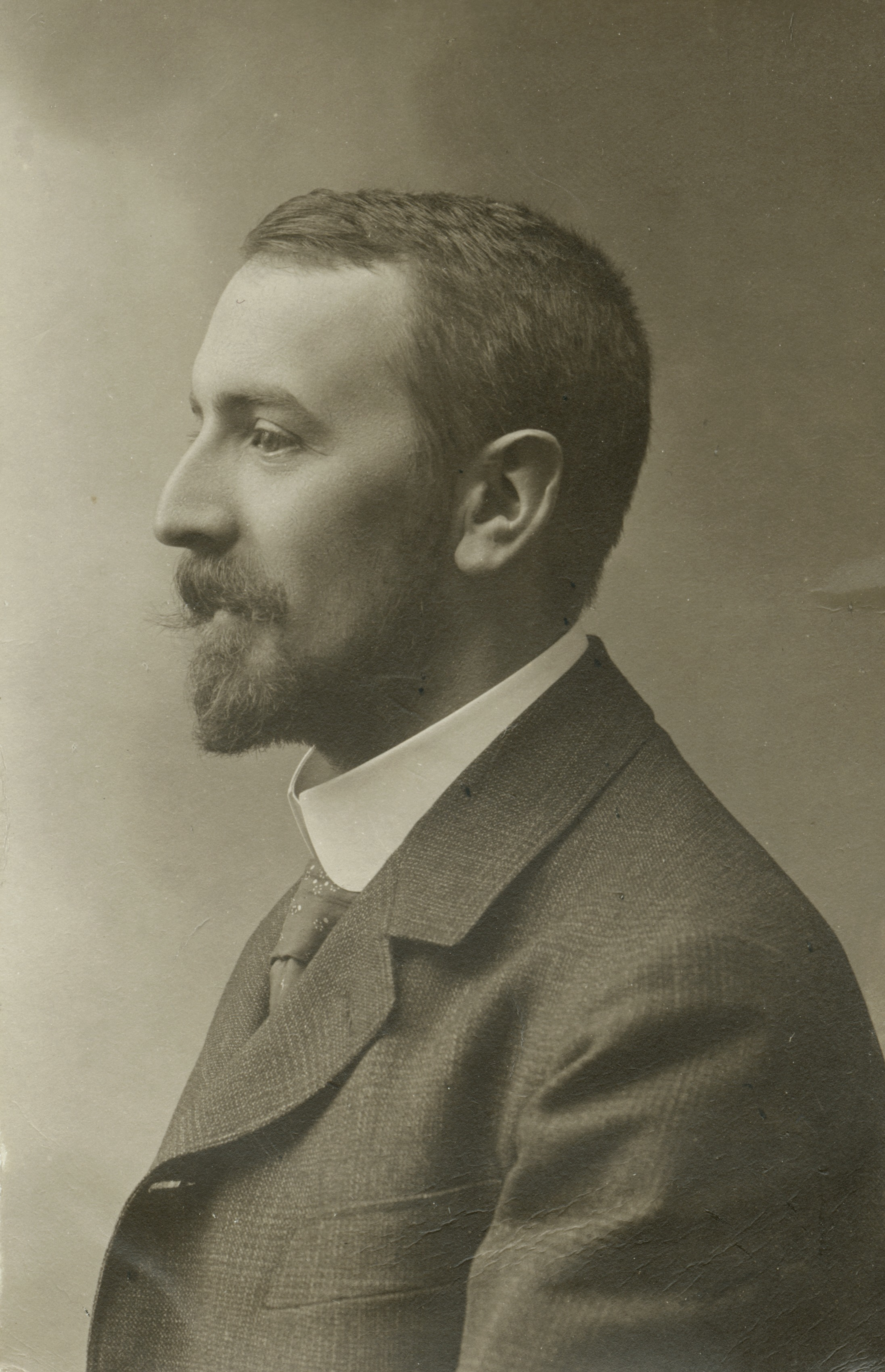
Hans Bluntschli
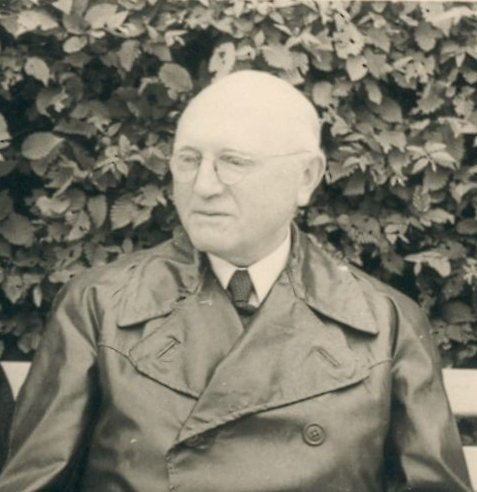
Albrecht Oepke
Albrecht Alt

- Albrecht Alt (1883–1956), lutherischer Theologe, Professor für Altes Testament, Propst der Erlöserkirche in Jerusalem
- Siegfried Anthes (1861–1925), lutherischer Theologe und Superintendent der Selbständigen Evangelisch-Lutherischen Kirche in Hessen
- Carl Bertheau (1878–1944), lutherischer Theologe und Lehrer, Mitbegründer der Bekennenden Kirche in Hamburg
- Johannes Biernatzki (1849–1935), lutherischer Pfarrer und Kunsthistoriker
- Hans Bluntschli (1877–1962), Schweizer Anatom
- Theodor Braun (1833–1911), lutherischer Theologe, Generalsuperintendent der Neumark und Niederlausitz in der altpreußischen Kirchenprovinz Brandenburg
- Eduard Büchsel (1917–1980), deutscher Organist, Kantor und Kirchenmusikdirektor
- Johannes Büchsel (1849–1920), lutherischer Theologe und Generalsuperintendent der altpreußischen Kirchenprovinz Pommern
- Oskar von Cornberg (1855–1928), Justizrat und Hofkammerpräsident unter den letzten Regenten des Fürstentums Reuß
- Friedrich Delitzsch (1850–1922), Assyrologe, Mitbegründer und Förderer der Deutschen Orientgesellschaft
- Karl Eberhardt (1884–1980), württembergischer Ministerialdirektor
- Wilhelm Eichhorn (1846–1923), lutherischer Pfarrer und Rektor der Diakonie Neuendettelsau
- Heinz Erich Eisenhuth (1903–1983), evangelischer Theologe und Pfarrer, Professor für Systematische Theologie, Superintendent von Eisenach
- Johann Feltrup (1886–1973), lutherischer Theologe und Landessuperintendent des Sprengels Lüneburg
- Hans-Werner Gensichen (1915–1999), lutherischer Theologe, Professor für Religionsgeschichte und Missionswissenschaft
- Hermann Volrath Hilprecht (1859–1925), deutsch-amerikanischer Archäologe und Assyriologe, Begründer der Hilprecht-Sammlung Vorderasiatischer Altertümer
- Fritz Hommel (1854–1936), Orientalist, Professor für semitische Sprachen
- Friedrich Högner (1897–1981), Organist und Kirchenmusiker, Landeskirchenmusikdirektor der Evangelisch-Lutherischen Kirche in Bayern, Professor an der Staatlichen Hochschule für Musik in München
- Ludwig Ihmels (1858–1933), lutherischer Theologe, Professor für Dogmatik, erster Landesbischof der Landeskirche Sachsens (Ehrenmitglied)
- Hans Kirsten (1902–1994), lutherischer Theologe und Professor für Praktische Theologie
- Robert König (1828–1900), Philologe, Schriftsteller und Zeitschriftenredakteur (Ehrenmitglied)
- Alfons Kreußel (1910–1963), lutherischer Pfarrer, Politiker (CSU)
- Wilhelm Kühnert (1900–1980), lutherischer Theologe, Professor für Kirchengeschichte
- Johannes Kuhlo (1856–1941), evangelischer Pfarrer, Begründer der Posaunenmission
- Georg Leibbrandt (1899–1982), russisch-deutscher Dolmetscher, Bürokrat und Diplomat, Teilnehmer der Wannsee-Konferenz
- Wilhelm Lotz (1853–1928), lutherischer Theologe, Professor für Altes Testament
- Friedrich Mahling (1865–1933), evangelischer Theologe, Professor für Praktische Theologie
- Christhard Mahrenholz (1900–1980), lutherischer Theologe, Liturgie- und Musikwissenschaftler
- Gustav Matthis (1844–1902), elsässischer lutherischer Pfarrer und Schriftsteller
- Johannes Meinhof (1859–1947), evangelischer Pfarrer und Superintendent von Halle
- Johannes Müller (1864–1949), evangelischer Theologe, Miterbauer von Schloss Elmau
- Albrecht Oepke (1881–1955), lutherischer Theologe, Professor für Neues Testament
- Hugo Reich (1854–1935), evangelischer Pfarrer, Gründer der Kreuznacher Mission
- Richard Remé (1875–1944), lutherischer Pfarrer, Gründer des Amalie-Sieveking-Hauses in Hamburg (1933 ausgetreten)
- Gerhard Ritter (1888–1967), Historiker, Professor für Geschichte, Begründer des Deutschen Historikerverbandes
- Theodor Schäfer (1846–1914), lutherischer Theologe, Pionier der Körperbehindertenfürsorge
- Martin Schmidt (1883–1964), evangelischer Theologe und Pfarrer, Professor für evangelische Religionswissenschaft
- Matthias Schulz (1900–1981), lutherischer Theologe und Kirchenrat der altlutherischen Kirche
- Friedrich Seggel (1877–1965), evangelischer Pfarrer und Gegner des Nationalsozialismus
- Ernst Sellin (1867–1946), evangelischer Theologe, Professor für Altes Testament, Pionier der Biblischen Archäologie
- Julius Sieden (1884–1938), lutherischer Theologe, Landessuperintendent, leitendes Mitglied in der Bekennenden Kirche in Mecklenburg
- Georg Stöckhardt (1842–1913), lutherischer Pfarrer, Professor für Altes und Neues Testament
- Gerhard Tolzien (1870–1946), lutherischer Theologe, Volksmissionar und Landesbischof von Mecklenburg-Strelitz
- Karl Trucksaess (1880–1961), Politiker (DVP, LDP, FDP, FVP/FDV)
- Friedrich Ulmer (1877–1946), lutherischer Theologe und Pfarrer, Professor für Praktische Theologie, Präsident des Martin-Luther-Bundes
- Édouard Vaucher (1847–1920), lutherischer Theologe, Professor für Praktische Theologie
- Ernst Wagner (1878–1966), evangelischer Theologe und Pfarrer
- Hans Waitz (1864–1942), evangelischer Theologe und Kirchenhistoriker
- Johannes Warneck (1867–1944), evangelischer Theologe und Direktor der Rheinischen Missionsgesellschaft
- Theodor Werner (1892–1973), lutherischer Theologe, Liturgiker, Hymnologe und Kirchenlieddichter
- Friedrich Wiegand (1860–1934), lutherischer Theologe, Professor für Kirchengeschichte
- Johannes Winkler (1897–1947), lutherischer Theologe und Raumfahrtingenieur
- Theodor Zöckler (1867–1949), lutherischer Theologe, Kirchenpräsident der Evangelischen Kirche A. und H. B. in Kleinpolen
- Wilhelm Zoellner (1860–1937), lutherischer Theologe, Generalsuperintendent der altpreußischen Kirchenprovinz Westfalen